# Heavy Rotation
Heavy Rotation es el cuarto álbum de estudio de la cantante Anastacia. Es su primer álbum de estudio con Mercury Records.

## Historia
«Lo he llamado 'Heavy Rotation' porque es una frase que surgió con los DJs», explica Anastacia. «Además tiene otro significado más profundo. La vida a veces es dura, pero con el tiempo puede transformarse en una experiencia muy positiva. Ya sabes, la vida da muchas vueltas... parecía el título perfecto para el momento que estoy viviendo...».

## Track listing

### Main release
| N.º | Título                   | Escritor(es)                                                                          | Producer(s)                                           | Duración |  |
| 1.  | «I Can Feel You»         | Chuck Harmony, Shaffer Smith                                                          | Chuck Harmony                                         | 3:49     |  |
| 2.  | «The Way I See It»       | Anastacia, Andrew Frampton, Jamie Jones, Jason Pennock, D'Myreo Mitchell, Jack Kugell | Lester Mendez, Andrew Frampton, The Heavyweights, REO | 3:28     |  |
| 3.  | «Absolutely Positively»  | Harmony, Smith                                                                        | Chuck Harmony                                         | 4:20     |  |
| 4.  | «Defeated»               | Anastacia, Jonathan Rotem, Damon Sharpe                                               | J. R. Rotem                                           | 3:55     |  |
| 5.  | «In Summer»              | Anastacia, Guy Chambers, Rico Love                                                    | Chuck Harmony                                         | 4:07     |  |
| 6.  | «Heavy Rotation»         | Rodney Jerkins, Frankie Storm                                                         | Darkchild                                             |          |  |
| 7.  | «Same Song»              | Anastacia, Chambers                                                                   | Lester Mendez                                         | 3:56     |  |
| 8.  | «I Call It Love»         | Anastacia, Frampton, Jones, Pennock, Kugell                                           | Andrew Frampton, The Heavyweights, REO                | 3:37     |  |
| 9.  | «All Fall Down»          | Anastacia, Chambers                                                                   | Lester Mendez                                         | 3:04     |  |
| 10. | «Never Gonna Love Again» | Anastacia, Chambers                                                                   | Chuck Harmony                                         | 3:30     |  |
| 11. | «You'll Be Fine»         | Anastacia, Mendez, Sharpe                                                             | Lester Mendez                                         | 3:38     |  |

| Bonus Tracks |                                           |                                                       |                  |          |  |
| N.º          | Título                                    | Escritor(es)                                          | Producer(s)      | Duración |  |
| 12.          | «Beautiful Messed Up World» (Bonus track) | Anastacia, Frampton, Jones, Pennock, Mitchell, Kugell | The Heavyweights | 3:09     |  |
| 13.          | «Naughty» (iTunes Store Exclusive)        | Anastacia, Mendez, Sharpe                             | Lester Mendez    | 3:33     |  |